# 1. Semberska Laka Pješadijska Brigada
Die 1. Semberska Laka Pješadijska Brigada (serbisch-kyrillisch 1. семберска лака пјешадијска бригада), kurz 1. Semberska Brigada, war eine paramilitärische serbische Freischar während des Bosnienkrieges. Die Einheit gehörte den bosnisch-serbischen Streitkräfte an und war dort Teil des Ostbosnischen Korps. Sie war die erste bewaffnete Einheit der VRS und kann daher die längste Zeit aller Einheiten ebendieser im Kampf vorweisen.

## Geschichte und Organisation
Die Einheit wurde am 12. April 1992 in Bijeljina begründet. Es wurden nicht nur Freiwillige aus Bijeljina, sondern auch aus den umliegenden Dörfern rekrutiert. Daher wurde die Einheit nach diesem Gebiet (Semberija) benannt. Trotz ihres Namens wurde die Einheit nicht ausschließlich für den Einsatz im Gebiet von Semberska trainiert, sondern für Einsätze im kompletten Kriegsgebiet. Letztendlich nahm sie an Schlachten in Semberija, Brčko – wo sie im April 1992 stationiert war – und letztendlich für den Rest des Krieges in Majevica teil. Daher nahm sie auch an der umfassenden Operation Koridor im Jahr 1992 teil. Ihre Mitglieder waren außerdem an Hilfsaktionen für Serben in Sarajevo und der Republik Serbische Krajina beteiligt.
Die Höchstmannstärke der 1. Semberska Laka Pješadijska Brigada betrug über 5000 Mann. Laut eigenen Angaben fielen während des Krieges 139 Männer – über 300 wurden verwundet. Die Einheit gehörte zum Ostbosnischen Korps der Armee der Republik Srpska und wurde im Nordosten des heutigen Bosnien und Herzegowina eingesetzt. Kommandant war von Gründung bis Auflösung Jovan Mićić, genannt Kikor. Als Stabschef fungierte Djoko Pajić.
Nach dem Ende des Bosnienkrieges 1995 wurde die Einheit schließlich 1996 aufgelöst.

## Nach dem Krieg
Jedes Jahr am Gründungstag wird an einem Denkmal im Stadtzentrum von Bijeljina den Gefallenen der Einheit gedacht. Es finden sich dort die Hinterbliebenen, ehemalige Mitglieder, Bürger und Vertreter der Stadt ein. Für die Hinterbliebenen wurde ein umfassendes Unterstützungsprogramm gestartet, dem ein nicht unbeachtlicher Teil des Stadtbudgets zugutekommt. Dies wird mit dem unvergleichlichen Einsatz der Einheit für die Stadt und die Republik Srpska begründet.

## Bekannte Angehörige
- Jovan Mićić, Kommandant
- Rodoljub Roki Vulović, Sänger und Liedermacher, widmete der Einheit 1992 das Album „Semberski junaci“.